# Grottbjörnens folk
Grottbjörnens folk är titeln på första delen i en romanserie av den amerikanska författarinnan Jean M. Auel. Handlingen är tänkt att utspelas i Europa för 30 000 år sedan i slutfasen av senaste istiden, då Homo sapiens, (Cromagnon-människan) levde samtidigt med Neandertal-människan. 
Boken har även filmatiserats med Daryl Hannah i en av rollerna.

## Omfattning
Auel kallar serien för Jordens barn (engelska: Earth's children). Det finns sex delar i serien:
1. Grottbjörnens folk (orig. The Clan of the Cave Bear)
2. Hästarnas dal (orig. The Valley of Horses)
3. Mammutjägarna (orig. The Mammoth Hunters)
4. Stäppvandringen (orig. The Plains of Passage)
5. Nionde grottan (orig. The Shelters of Stone)
6. De målade grottornas land (orig. The Land of Painted Caves)

## Handling

### Del 1: Grottbjörnens folk
Boken handlar om hur cromagnon-flickan Ayla blir föräldralös i en jordbävning och tas om hand av en grupp neandertalare som kallar sig själva "Grottbjörnens folk", därför att de aktade grottbjörnens ande som den högsta anden i andevärlden. Ayla blir adopterad och älskade av klanens schaman, "Mog-ur", och hans syster, medicinkvinnan. Hon betraktas dock som ful eftersom hon ser så annorlunda ut och sederna i klanen är sådana att hon vid flera tillfällen blir våldtagen av klanledarens son, för att straffas, vilket medför att hon föder en bastard som hon får accepterad i klanen till slut. Hon blir till slut utstött helt ur klanen på den nye klanledarens initiativ, och hon bestämmer sig för att söka upp "De Andra", det vill säga cromagnon-människorna.

### Del 2: Hästarnas dal
Huvudpersonerna från och med del 2 är Ayla och Jondalar. Vartannat kapitel handlar om Aylas äventyr på egen hand (i stäpplandskapet norr om Svarta havet) när hon misslyckas med att söka upp "De Andra" i tid för vintern och i stället tämjer både en häst och ett grottlejon (vilket inga människor hade gjort dittills). Vartannat kapitel handlar om hur Jondalar och hans bror färdas från hemmet väster om Alperna utefter Donau, tills Jondalar och hans bror Thonolan möter Aylas grottlejon. Jondalars bror dödas och Jondalar blir svårt sårad men räddas av Ayla.

### Del 3: Mammutjägarna
I den tredje delen av serien träffar Ayla och Jondalar på ett cromagnon-folk som jagar ullhårig mammut. Auel försöker beskriva ett möjligt levnadssätt i den tidiga stenåldern på stäppen (delvis baserat på fynd från trakten). Ayla tämjer en varg. Hon deltar i en mammutjakt och slits mellan kärleken till den stilige Jondalar och den charmige mörkhyade bildsnidaren Ranec.

### Del 4: Stäppvandringen
I del 4 färdas Ayla och Jondalar tillbaka till hans folk, och besöker de grupper av människor han träffat på när han reste i andra riktningen några år tidigare. De träffar också på "plattskallar" som är deras namn på neandertalmänniskor, varvid Aylas förmåga att tala deras teckenspråksbaserade språk kommer till användning.

### Del 5: Nionde grottan
I den femte delen beskriver Auel ett annat möjligt levnadssätt, där människor bor i naturliga grottor i Centralmassivet. Här har hon anknutit till de berömda grottmålningarna i Lascaux. Stor plats ges här liksom i övriga delar åt att beskriva de magiska riterna, så som Auel föreställer sig dem.

### Del 6: De målade grottornas land
I del 6 försöker Ayla finna en balans mellan sina uppgifter som nybliven mamma till Jonayla och sin utbildning till andlig ledare och helare. Tillsammans med Jondalar och Zelandoni ger sig Ayla ut på en lång resa för att besöka andra grottor inom Zelandonii. Längs vägen möter de många faror som de övervinner tack vare Jondalars spjutslunga och Aylas speciella förmåga att kommunicera med sina hästar och sin tama varg. När Ayla till sist blir kallad för att bli en riktig Zelandoni kräver Stora Modern ett omänskligt stort offer av Ayla, ett pris hon måste betala för att få Kunskapens Gåva. 

## Fakta och fiktion i böckerna
Auel gjorde omfattande research inför skrivandet av romanerna, och många av föremålen och händelserna hon beskriver är vävda kring verkliga arkeologiska fynd, men den konstnärliga frihet hon sedan använt sig av har fått viss negativ kritik från arkeologer.
Bokens grundscenario, att moderna människor vid den här tiden trängde in i ett Europa redan befolkat av neandertalare, är väsentligen korrekt, och är en hörnsten i Ut ur Afrika-hypotesen. Däremot vet vi nästan ingenting om vilka relationer moderna människor och neandertalare kan ha haft när de möttes. Den geografiska fördelningen i boken, med moderna människor i väster och neandertalare i norr och öster är helt fel – de moderna människorna trängde in från Mellanöstern, och neandertalarnas sista fästen var i Västeuropa.
Genomgående beskrivs cromagnon-människorna som ljushylta och neandertalarna som mörkhåriga. Förmodligen ligger sanningen närmare det motsatta. De moderna människorna var nyss anlända från Afrika, var anpassade till ett afrikanskt klimat och rimligen mörkhyade. Neandertalarna var anpassade till istidsklimat, och dessutom bar de enligt genetiska rön på gener för rött hår.
Neandertalarna har enligt Auels beskrivning ett minne som är genetiskt nedärvt. Detta ger dem en rik kunskapsbank att ösa ur, men de kan inte anpassa sina rutiner och vanor till nya förhållanden på samma sätt som cromagnon-människorna. Det är riktigt att neandertalarnas kultur var mer statisk, men det finns ingen som helst biologisk grund för något nedärvt minne.  
Paleontologiska rön visar att neandertalarnas hjärnor var väl så stora som våra, men annorlunda fördelade; mer utvecklade i nackloben som styr bland annat synen, än i de kreativa pannloberna. Vilka eventuella skillnader i tänkande denna omfördelning kan ha orsakat är okänt.
Neandertalarna hade med stor sannolikhet en viss språkförmåga, även om vissa forskare har menat att de inte kunde artikulera sitt tal lika bra som vi.  Vi har inga belägg för att de skulle använt teckenspråk såsom Auel hävdar, men detta är en fullt försvarbar hypotes om ett mellanstadium i språkets ursprung.
Man kan, om man så vill, se paralleller till studier av ursprungsbefolkningars kulturer (ursprungsamerikansk kultur framför allt). Animismen är väl beskriven både hos "plattskallarna" och "de Andra", och har stora likheter med dagens schamanism.